# Besa Krasniqi
Besa Krasniqi, född 5 mars 1993 i Gränna, är en svensk-albansk sångerska som främst är känd i Kosovo. Hon kommer att bli första svensk att delta i den albanska musiktävlingen Festivali i Këngës då hon 2015 deltar med låten "Liroje zemrën", som hon har skrivit själv.

## Biografi
Krasniqi är född i Gränna vid Vättern, norr om Jönköping i Sverige. Hon är uppvuxen i den småländska staden Nässjö. Hon inledde sin musikkarriär redan som femåring och släppte två album i Kosovo år 2001 och 2005. Som barn deltog hon 2006 i PoliFest Kids i Pristina med låten "Vllaqko im". 2007 deltog hon i samma tävling med "Rritëm". 2007 släppte hon även singeln "Hey Dj" i Sverige tillsammans med Pama Records.
2011 deltog hon i musiktävlingen Top Fest, en av Albaniens största musiktävlingar, med låten "Ëndërr e vërtetë". Hon tog sig dock inte till tävlingens final, men fick väldigt bra kritik från publiken. 2012 deltog hon på nytt i Top Fest, denna gång med låten "Mos mëndo" som skrevs av henne och hennes bror Valdrin Krasniqi. 
2013 släppte hon singeln "I Wait For You" som bland annat toppade svenska Sveriges Radio P3:s topplista.
2015 ställer Krasniqi upp i Festivali i Këngës 54, Albaniens uttagning till Eurovision Song Contest 2015 samt en av landets största musiktävlingar, med låten "Liroje zemrën". Låten, som släpptes den 4 december 2015, har hon skrivit och komponerat själv. Hon blev då den första svenska sångaren att delta i Festivali i kënges.
Idag är Krasniqi bosatt i den västsvenska staden Göteborg där hon studerar till musiklärare.